# Rester Peak
Rester Peak är en bergstopp i Antarktis. Den ligger i Östantarktis. Nya Zeeland gör anspråk på området. Toppen på Rester Peak är 3 585 meter över havet, eller 205 meter över den omgivande terrängen. Bredden vid basen är 2,0 km. Rester Peak ingår i Royal Society Range.
Terrängen runt Rester Peak är bergig åt sydost, men åt nordväst är den kuperad. Trakten är obefolkad. Det finns inga samhällen i närheten. 